# Євреї
Євре́ї (івр. יְהוּדִים, трансліт. єгуді́м; їд. ייִדן, трансліт. їдн) — семітський народ, основне населення Ізраїлю та найбільша етнічна спільнота на його території. Як етнос сформувався на теренах Близького Сходу — походить від населення стародавніх Ізраїльського та Юдейського царств. За межами Ізраїлю проживають у США, Франції, Канаді, Британії, Аргентині, Україні та багатьох інших країнах. Загальна чисельність перевищує 14,5 млн осіб, з яких 6,8 млн живуть в Ізраїлі. Більшість євреїв володіють та розмовляють мовами країн, у яких живуть. За релігією — юдеї.

## Назва

### Євреї
Сучасні назви — єгуді́м (івр. יְהוּדִים), іврі́м (івр. עִבְרִים), їдн (їд. ייִדן), джудіос (ладіно ג׳ודיוס). Давньою назвою є також бней-Ісраель — сини Ізраїля (Якова), тобто нащадки праотця Якова (Ізраїля).
Згідно з Танахом, євреї походять із месопотамської сім'ї середини другого тисячоліття до нашої ери. Праотці народу — Авраам, Іцхак та Яків. Нащадки Якова утворили 12 «колін Ізраїлю» (Ізраїлеві племена), які жили в другій половині другого тисячоліття до нашої ери в Єгипті. Приблизно до початку першого тисячоліття до нашої ери вони вийшли з Єгипту та оселилися на землі Ханаан.

### Походження слова «юдеї»
Грецьке Ἰουδαῖος походить від староєврейського יהודי (іеhуді). Своєю чергою, від грецького походять лат. judaeus, англ. Jew, фр. Juif, нім. Jude, пол. żyd, укр. юдей тощо.
Початкова назва iehudi стосувалася потомків (коліна) Юди, згодом — жителів Юдейського царства незалежно від їхньої племінної належності. Після падіння Юдейського царства назва iehudi втратила специфічний зв'язок із Юдейським царством і перетворилася на термін, що позначає національно-релігійну належність поза зв'язком із будь-якою територією або коліном.

### Походження слова «євреї»
Мовою іврит звучить «іврі» (власне, звідси й назва мови іврит = «єврейська»). Буквальне значення слова «іврі» — «той, що перейшов» (від кореня (івр. ע-ב-ר) — «перейти»). Це дає можливість додаткового тлумачення — «прибулець із того боку (річки Євфрат?)». Інше традиційне тлумачення згадує предка Авраама — Евера, правнука Сима.
У Біблії термін іврім ужитий щодо євреїв лише в додержавний період і лише в контекстах, де вони є емігрантами та чужинцями або ж його використовують філістимляни як назву народу, з якого виходять найманці правителів філістимлянських міст.
Тому існує теорія походження етноніму «іврі» від назви соціального прошарку хабіру — емігранти, чужинці, прибульці, інколи з відтінком утікачі, бездомні.

### «Євреї» та «жиди»
До ХХ ст. на теренах сучасної України повсюдно вживали етнонім «жид». Він був запозичений у дописемний період з італ. giudeo, що походить від лат. jūdaeus, яке сходить до івр. i̯əhūdī, утвореного від особового імені івр. i̯əhūdā «Юда» (загальне значення «славлений, хвалений»); давнє žū- (<giu-) у слов'янських мовах закономірно перейшло в žy-. У ХХ ст., через мовну політику в УРСР, його поступово заступив етнонім «єврей», натомість «жид» почали позначати як образливу назву євреїв. Новий етнонім був запозичений із російської мови, куди потрапив через церковнослов'янську із середньогрецької і пізніше (у формі гебре́й) ще раз в українську через західнослов'янські з латинської; лат. hebraeus зводиться до дав.-гр. Ἑβραῖος (пізніше в середньогрецький період вимовляли evreos), яке походить, очевидно, від арам. ʿiḇrai̯, ʿeḇrai̯, пов'язаного з івр. ʿiḇrī. Таку штучну заміну гостро сприйняли українські мовознавці та історики. Так, наприклад, Сергій Білокінь у Передньому слові до перевидання Української малої енциклопедії зазначив: 
| Ті, хто вимагає відмовитися від слів «жид», «жидівський», виступають проти самої української культури, адже ці слова є у Грінченковому словнику української мови, у «Приказках і прислів'ях» Матвія Номиса і в Шевченка. Перше видання — український мовний камертон, зразковий корпус української лексики, вершина української лексикографії. Друге — пам'ятка пареміографії, що виявляє світогляд українського селянства ХІХ ст., коли — до більшовиків — органічна традиція втілювалась щонайповніше. Нарешті, Шевченків «Кобзар» — найважливіша, сакральна, найгеніальніша книжка української нації. У «Кобзарі» слова «єврей» немає жодного разу. В абсолютно нейтральному контексті вживає слово «жид» і Онацький. Заборонила його совєцька цензура циркуляром від 18 грудня 1929 року, готуючись до процесу «Спілки визволення України». |
Після відновлення української незалежності літературний стандарт української мови щодо цього питання не змінили — рекомендовано й надалі вживати етнонім «єврей». Натомість етнонім «жид» й досі побутує в розмовному стилі мовлення, а також подекуди в публіцистичних творах і в поезії.

## Походження
Найпопулярнішою версією походження європейського єврейства залишається рейнська гіпотеза. Її прихильники вважають, що після того, як у VII ст. їхні предки залишили Святу землю через мусульманське завоювання, основна маса переселенців осіла в Рейнській області. Потім, на початку XV ст., приблизно 50 тисяч юдеїв вирушили на схід, де змогли зберегти ендогамію і, попри війни, переслідування, економічні труднощі та стихійні лиха, у XX ст. досягти чисельності у вісім мільйонів осіб.

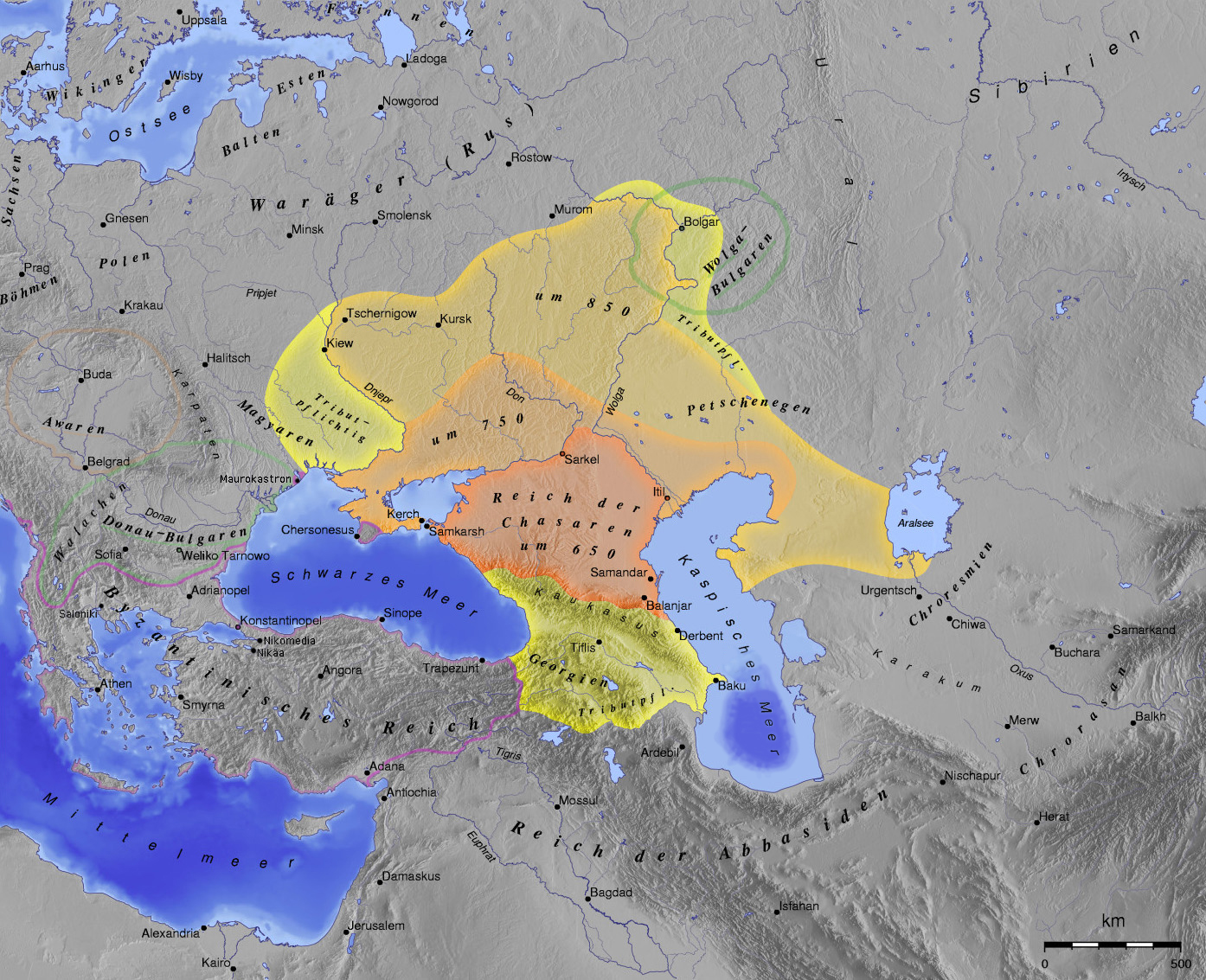
Хозарський каганат

Інша (хозарська) гіпотеза стверджує, що євреї походять від хозарів — конгломерату тюркських та іранських племен із субстратом месопотамських і греко-римських євреїв. Вони створили державу Хозарський каганат на території сучасних півдня Росії, півночі Грузії та сходу України й навернулися в юдаїзм у VII—IX століттях. Після розгрому хозарів руссю в X ст. й остаточного зникнення Хозарії з лиця землі в XIII ст. деякі групи юдео-хозар утекли до Східної Європи.
Так, наприклад, сучасний аналіз, проведений під керівництвом Ерана Ельхаіка з університету Джонса Гопкінса (США), показує, що єврейський геном являє собою мозаїку з кавказького, європейського та семітського матеріалу. У ході дослідження проаналізовано 531 315 аутосомно одиничних нуклеотидних поліморфізмів 1287 осіб, котрі не є родичами й представляють 8 єврейських і 74 неєврейські групи. З'ясувалося, що головну роль у геномі європейських євреїв відіграє матеріал кавказького та європейського (особливо південноєвропейського) походження, хоча помітний і близькосхідний внесок. За цими даними, зв'язок між євреями та сучасними кавказцями вказує, що європейські євреї можуть уважати своєю батьківщиною область, розташовану в прикаспійському Дагестані.
У червні 2015 року в журналах «Nature» та «American Journal of Human Genetics» оприлюднили результати праць, у яких уперше дослідили повні геноми представників відомих підгруп євреїв. Відбувся прорив як у методі дослідження, так і в отриманих результатах.

### Групи за походженням
Існує певний розподіл на єврейські спільноти за країною проживання:
- ашкеназі (північно- та східноєвропейські євреї),
- сефарди (середземноморські євреї),
- тайманці (Єменські євреї),
- мізрахі (з країн Близького Сходу та Ірану),
- бухарці (Центральна Азія),
- грузинські євреї (Грузія),
- гірські євреї (Схід Кавказу).

Юдейський релігійний ритуал (т. з. «Нусах») та окремі релігійні традиції в різних країнах певним чином відрізняється.

## У світі

### Україна

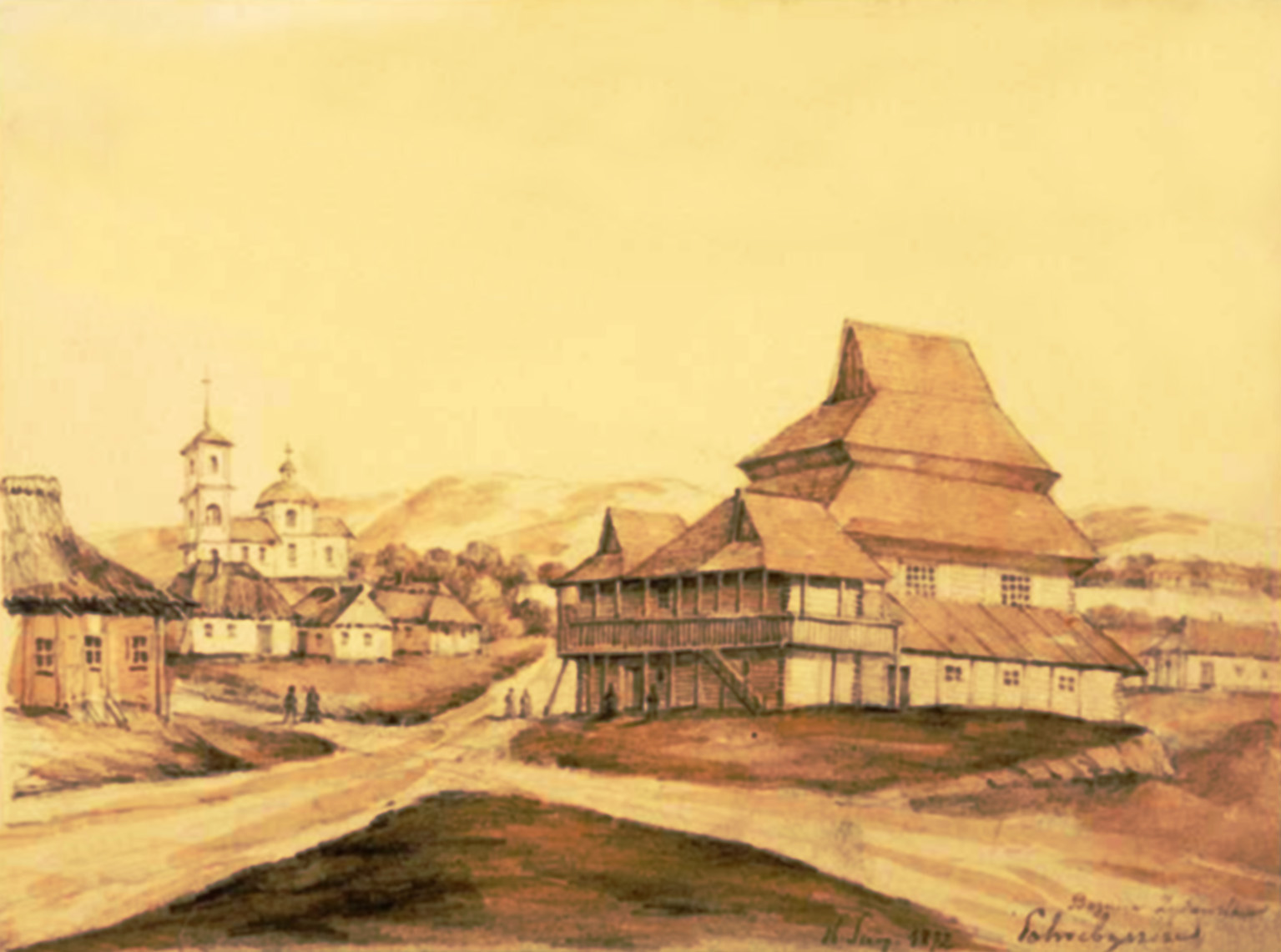
Погребище.Синагога. Мал. Наполеона Орди, 1872

Євреї оселились на землях сучасної України ще в дохристиянські часи. Про їхнє перебування в Криму, куди вони переселилися з Малої Азії та Кавказу, свідчать надгробні написи І-ІІ ст. до н. е.
За часів Княжої Русі в Х-ХІІІ ст. існували великі громади євреїв у окремих кварталах міст, зокрема існував єврейський район у Києві — Жидове (північний захід від Софійського собору). Жидівські ворота пізніше перейменували на Львівські, оскільки через них пролягав шлях до міста Лева. Євреї, що тікали від хрестових походів, прибували до України також, і перші європейські євреї почали прибувати з Німеччини, ймовірно, в XI ст. Про присутність значної спільноти хозарських юдеїв у Києві також свідчить Київський лист, що датується, ймовірно, XI ст. У цей період євреї переселяються на західноукраїнські землі з Хазарії, Криму, Київської Русі та Візантії, а з початку ХІІ ст. — з країн Західної Європи. Причому, крім ашкеназі, малу частину становили сефарди (у Криму).
Невеликі поселення в Україні були створені в XIV ст. вихідцями із Литви. Однак наймасовіше переселення євреїв відбулося з Польщі з кінця XIV й у наступні століття. Це були ашкеназі — вихідці Західної Європи (з івриту «Ашкеназ»: «Німеччина»), германомовна група, яка спілкувалися мовою їдиш. Головною причиною переселення були релігійні конфлікти та переслідування з боку тогочасної державної влади європейських країн (церковних ієрархів і світських правителів), які входили у сферу впливу Священної Римської імперії, всіх юдеїв, які дотримувалися віровчень, відмінних від офіційного (євреїв, мусульман, православних). У ті часи в Священній Римській Імперії людям не лише заборонялося прилюдно сповідувати свою віру, але й закривалися релігійні установи й навчальні заклади, знищувалися книжки тощо (Інквізиція).
У цей час на землях сучасної України відбувався переділ влади, викликаний зростанням могутності Речі Посполитої і Великого Князівства Московського внаслідок занепаду Золотої Орди. Нові переселенці з Європи, часто маючи непогану, як на ті часи, освіту, брали шляхетські маєтки в оренду чи отримували посади управителів у нових маєтках, які утворювалися шляхтою Речі Посполитої на україно-руських землях, які лежали в руїнах після тривалих воєн. Український науковець Матвій Шестопал у своїй праці Євреї на Україні показує, що поряд з орендою, лихварством та торгівлею євреї займалися збиранням данини з місцевого населення за наказом тих, на кого вони працювали. Але, оскільки ці накази виконували саме вони — на них і обрушувалась вся лють населення. Це часто призводило до конфліктів з місцевим населенням, яке відмовлялося визнавати та терпіти владу, утиски шляхти та їхніх прибічників, повставало зі зброєю в руках. Найвищої точки конфлікт досяг під час козацьких воєн 1640—1650 рр., коли повстанці знищили велику частину єврейського населення тогочасної України. Під час Хмельниччини в Україні вперше відбувся найбільший спалах антисемітизму, викликаний боротьбою пригнобленого народу з католиками, шляхтою та євреями, які займали вище становище в економіці Речі Посполитої. Разом з тим, після перемоги повстанців у складі козацтва з часом стали з'являтись і євреї (українські козацькі старшинські родини Маркевичів, Герциків і т. д.) і життя поступово стало входити в мирне річище.
Уведення царським урядом 1796 р. дискримінаційної «смуги осілості» (губернії Правобережжя) призвело до того, що більшість євреїв селилися в містечках і невеликих містах. На Правобережжі євреї були розселені спорадично — окремими етнорелігійними громадами. Наприкінці XVIII ст. їхня чисельність становила 110 тис. осіб (близько 3,5 % усього населення). Подібно до українських сільських громад чи «кола» в козацьких поселеннях основу єврейської соціальної організації становили територіальні громади (кагал), своя для кожного міського поселення; у великих містах існували відокремлені єврейські квартали (гето) й громадське самоврядування.
У другій половині XIX ст., після заохочувальних заходів царського уряду щодо переселення євреїв у міста (1804 року скасувано закон Польського сейму 1778 року, який забороняв євреям займатися торгівлею та ремісництвом), їхня чисельність швидко зростає, виникають великі громади в Одесі та інших містах півдня. 1857 р. на півдні України вони становили вже 3,8 % від усього місцевого населення.
Хоча євреї належали переважно до міщанського та купецького стану, серед них значним було соціально-класове розшарування.
На початку XIX ст. у Південній Україні було засновано ряд єврейських землеробських поселень, у яких жили євреї, що займалися сільським господарством. До середини XIX ст. на півдні України налічувалося 20 таких селищ, де мешкало 12 тис. осіб. Наприкінці XIX ст. у Херсонській та Катеринославській губерніях налічувалось відповідно 26 і 17 єврейських сільських поселень.
Коли Тимчасовий уряд у липні 1917 р. ліквідував «смуги осілості», більшість євреїв переселилася на лівобережжя та у найбільші міста України та Росії. За даними перепису 1926 р., у містах України проживало вже 60 % від усіх євреїв України, тоді як 1897-го лише 40 %. Євреї становили більшість населення в таких містах, як Житомир, Вінниця, Умань, Проскурів, Новоград-Волинський, Коростень, Овруч, Бердичів. На західноукраїнських землях, згідно з польським переписом 1921 року, більшість євреїв проживала в таких містах, як Бучач, Чортків, Заліщики, Ковель, Дрогобич, Луцьк, Рівне, Станіслав, Тернопіль.
У перші роки радянської влади в Україні діяли сотні єврейських шкіл, синагог, єшив, ремісничих училищ, видавалися єврейські газети, книги, журнали. Тільки в Одесі були два єврейські інститути. Діяли єврейські колгоспи, кабінети єврейської культури. У 1920-х роках в Україні мешкало близько 2 млн євреїв, напередодні Другої світової війни — до 3 млн.
Внаслідок міграційних процесів чисельність євреїв в Україні зменшилася за 1897—1926 рр. з 1 644,5 тис. до 1 565,5 тис. осіб, тоді як у цілому по СРСР зросла з 2 430,4 тис. до 2 597,4 тис. осіб. Крім того, поряд зі створенням 1928 року Єврейської автономної області, куди виїхала й певна кількість українських євреїв, у 1924—1930 роках за допомогою ОЗЕТ в Україні було засновано 162 єврейських землеробських поселення, з яких утворили 5 єврейських національних районів:
- Калініндорф на Херсонщині (40 селищ);
- Новий Златопіль у Запорізькій окрузі (45 селищ);
- Сталіндорф на Криворіжжі (11 селищ);
- Фрейдорф і Ларіндорф у Криму (40 селищ).

До нашого часу, крім деяких кримських, єврейські сільські поселення не збереглися.
Наприкінці 1920-х рр. загальна чисельність євреїв у сучасних межах України становила близько 2,5 млн чоловік. У наступні роки чисельність єврейського населення значно зменшилась внаслідок міграційних й етнічних процесів і, передусім Голокосту — масового винищення євреїв в роки Другої світової війни.
За переписом 1959 року, в Україні мешкало 840 тис. євреїв, втричі менше ніж до війни. У містах проживало 98 % євреїв. Єврейське культурне та релігійне життя вже не відновилося в довоєнних масштабах, частково внаслідок зменшення чисельності єврейського населення, частково — внаслідок політики радянської влади. Наростав процес асиміляції, якщо в 1959 р. серед євреїв тільки 25-30 % шлюбів були укладені з особами іншої національності, то 1970 р. — бл. 50 %, 1978 р. — 57 %. За 1968–1988 рр. за кордон (переважно до Ізраїлю та США) емігрувало близько 100 тис. українських євреїв, 12-13 % їхньої загальної кількості.
У другій половині 1980-х, після початку політики Перебудови в Україні, як і в інших республіках, стали створюватися єврейські культурні товариства та громадські організації, з'явилися єврейські періодичні видання. Наприкінці 1980-х в Україні мешкало майже пів мільйона євреїв. З 1989 р. почалась масштабна еміграція євреїв з республік СРСР до Ізраїлю, США та Європи. За 1989–1991 рр. з України виїхало бл. 149 тис. євреїв, за 1992–2000 рр. ще понад 250 тис. За переписом 2001 року в Україні налічувалося бл. 100 тис. євреїв, що проживали переважно у найбільших містах (Київ, Одеса, Дніпропетровськ, Харків). З 1990-х років в Україні діє розгалужена мережа єврейських навчальних закладів, організацій та товариств, що існують у більшості місць проживання євреїв. Проте єврейське населення України характеризується надзвичайним постарінням та міграційним відтоком єврейського населення, що призводить до зменшення чисельності єврейського населення та поступового зникнення єврейського культурного життя.

#### Єврейське населення України
В Україні євреїв, за даними перепису 2001 року, налічувалось 103 591 особа (486,3 тис. осіб 1989 р.). Переважно вони мешкають в містах. Для більшості з них рідна мова російська, також іврит, їдиш.
| Єврейське населення України за підсумками Всеукраїнського перепису 2001 року                       | Єврейське населення України за підсумками Всеукраїнського перепису 2001 року | Єврейське населення України за підсумками Всеукраїнського перепису 2001 року | Єврейське населення України за підсумками Всеукраїнського перепису 2001 року | Єврейське населення України за підсумками Всеукраїнського перепису 2001 року | Єврейське населення України за підсумками Всеукраїнського перепису 2001 року |
| Регіони України*                                                                                   | Кількість, тис. осіб                                                         | Кількість, тис. осіб                                                         | У % до підсумку                                                              | У % до підсумку                                                              | 2001 р. у % до 1989 р.                                                       |
| Регіони України*                                                                                   | усього                                                                       | євреїв                                                                       | 2001 р.                                                                      | 1989 р.                                                                      | 2001 р. у % до 1989 р.                                                       |
| -------------------------------------------------------------------------------------------------- | ---------------------------------------------------------------------------- | ---------------------------------------------------------------------------- | ---------------------------------------------------------------------------- | ---------------------------------------------------------------------------- | ---------------------------------------------------------------------------- |
| Автономна Республіка Крим                                                                          | 2024,0                                                                       | 4,5                                                                          | 0,2                                                                          | 0,7                                                                          | 30,2                                                                         |
| Вінницька                                                                                          | 1763,9                                                                       | 3,0                                                                          | 0,2                                                                          | 1,4                                                                          | 11,7                                                                         |
| Дніпропетровська                                                                                   | 3561,2                                                                       | 13,7                                                                         | 0,4                                                                          | 1,3                                                                          | 27,5                                                                         |
| Донецька                                                                                           | 4825,6                                                                       | 8,8                                                                          | 0,2                                                                          | 0,5                                                                          | 31,4                                                                         |
| Житомирська                                                                                        | 1389,3                                                                       | 2,6                                                                          | 0,2                                                                          | 1,4                                                                          | 12,3                                                                         |
| Запорізька                                                                                         | 1926,8                                                                       | 4,3                                                                          | 0,2                                                                          | 0,7                                                                          | 30,3                                                                         |
| Миколаївська                                                                                       | 1262,9                                                                       | 3,2                                                                          | 0,3                                                                          | 0,9                                                                          | 27,4                                                                         |
| Одеська                                                                                            | 2455,7                                                                       | 13,3                                                                         | 0,5                                                                          | 2,6                                                                          | 19,4                                                                         |
| Херсонська                                                                                         | 1145,7                                                                       | 5,3                                                                          | 0,5                                                                          | 2,2                                                                          | 21,2                                                                         |
| Харківська                                                                                         | 2895,8                                                                       | 11,5                                                                         | 0,4                                                                          | 1,5                                                                          | 23,7                                                                         |
| Чернівецька                                                                                        | 919,0                                                                        | 1,4                                                                          | 0,2                                                                          | 1,8                                                                          | 8,8                                                                          |
| м. Київ                                                                                            | 2567,0                                                                       | 17,9                                                                         | 0,7                                                                          | 3,9                                                                          | 17,9                                                                         |
| м. Севастополь                                                                                     | 377,2                                                                        | 1,0                                                                          | 0,3                                                                          | 0,7                                                                          | 36,2                                                                         |
| Усього                                                                                             | 48457                                                                        | 103,6                                                                        | 0,2                                                                          | 0,9                                                                          | 21,3                                                                         |
| * — Регіони, де частка євреїв у загальній кількості постійного населення становить не менше 0,2 %. |                                                                              |                                                                              |                                                                              |                                                                              |                                                                              |

| Яку мову вважали рідною євреї, у % | Яку мову вважали рідною євреї, у % | Яку мову вважали рідною євреї, у % | Яку мову вважали рідною євреї, у % | Яку мову вважали рідною євреї, у % |
|                                    | їдиш                               | українську                         | російську                          | іншу мову                          |
| ---------------------------------- | ---------------------------------- | ---------------------------------- | ---------------------------------- | ---------------------------------- |
| 1959                               | 16,9                               | 2,8                                | 79,9                               | 0,4                                |
| 1970                               | 13,1                               | 2,3                                | 84,2                               | 0,4                                |
| 1979                               | 9,0                                | 2,0                                | 88,9                               | 0,1                                |
| 1989                               | 7,1                                | 2,1                                | 90,4                               | 0,4                                |
| 2001                               | 3,1                                | 13,4                               | 83,0                               | 0,5                                |

## Єврейська культура
Ще починаючи з часів утворення єврейського етноса як такого, утверджуються правила, норми та традиції поведінки, співвідношень одне з одним, які випливають із Тори. Наприклад, святкові традиції, традиції оформлення помешкань, одягу, поведінки в сім'ї тощо.

## Нотатки
1. ↑  Історично поняття «єврей» і «юдей» тісно переплетені й у більшості мов нерозрізненні, але існує багато прихильників подібних до юдаїзму віровчень, які не є етнічними євреями. Наприклад, караїми або спільнота африканців-юдеїв[4].
2. ↑  Також уживають у значенні юде́ї.